# Juazeiro Social Clube
Maillots
Le Juazeiro Social Clube est un club brésilien de football basé à Juazeiro dans l'État de Bahia.